# Babymetal
Babymetal (prononcé en anglais : [beɪbi ˈmɛtəl]), stylisé BABYMETAL, est un groupe de J-pop et heavy metal japonais, originaire de Tokyo. Formé en 2010, il est composé de trois jeunes idoles japonaises et produit par l'agence de talent Amuse, Inc. Il s'agit du deuxième sous-groupe, après les Twinklestars, du groupe féminin Sakura Gakuin dont les membres faisaient partie en parallèle.
Le trio faisait entre autres partie d'un des clubs d'activité périscolaire de Sakura Gakuin, le Heavy Music Club (重音部) (sur le thème du heavy metal). Le groupe est souvent remarqué pour son style : robes presque surdimensionnées voire traditionnelles rouges et noires, ou jupes rouges noires et blanches et coiffures variées, faisant penser aux personnes s'habillant du style gothique.
Les fans du groupe sont appelés Mosh’sh Mate (モッシュッシュメイト). Ainsi, le groupe se fait connaître au Japon avec la chanson Doki Doki Morning et progressivement en Europe puis aux États-Unis. Le 1er et le 2 mars 2014, Babymetal se produit au Nippon Budokan devant 20 000 personnes. Les membres du groupe deviennent les plus jeunes artistes à se produire à cet endroit et profitent alors de l'occasion pour une tournée en France en 2014 et 2015.
En 2019, à la suite de la publication de leur troisième album, Metal Galaxy, le groupe devient le premier groupe asiatique à atteindre la première place du palmarès des albums rock, selon le magazine Billboard.

## Biographie

### Formation et débuts indépendants (2010-2012)
Le groupe est formé en novembre 2010 sous le label BMD Fox Records (Toy's Factory) par des membres du groupe d'idoles Sakura Gakuin, prénommées Suzuka (la plus âgée) et Yui et Moa (les plus jeunes membres de Sakura Gakuin). Les jeunes filles décident d'adopter chacune un surnom dérivé de leur prénom au sein de Babymetal (Su-metal, Yuimetal et Moametal ; celui de Su-Metal est le seul à contenir un trait d'union entre « Su » et « metal » contrairement aux surnoms de Yui et Moa ; en effet, le prénom de Suzuka étant plus long, elle décide de ne prendre que les deux premières lettres de son prénom et de les associer au suffixe « metal ».)
Le groupe apparaît pour la première fois sur le premier album Sakura Gakuin 2010nendo ~message~ de Sakura Gakuin en avril 2011, avec leur premier single indépendant intitulé Do・Ki・Do・Ki☆MORNING. En octobre 2011, il sort un DVD contenant le clip vidéo de la chanson.
Au printemps 2012 sort le single Babymetal × Kiba of Akiba, un single de Babymetal en duo avec Kiba of Akiba ; ce single indépendant atteint la 46e place du classement hebdomadaire de l'Oricon en y restant pendant deux semaines. En juillet 2012, le groupe sort un autre single indépendant, Headbanger!!, avant de passer en major l'année suivante.
En 2012, les membres du groupe sont devenus les plus jeunes artistes (l'âge moyen est de 12 ans) à y effectuer des concerts.

### Débuts en major et première reconnaissance (2013)
En janvier 2013, le groupe fait véritablement ses débuts en major avec le single Ijime, Dame, Zettai, qui devient le premier disque du groupe à se classer dans le Top 10 des classements Oricon ; il se vend 19 000 exemplaires lors de sa première semaine et se classe à la 6e place des classements hebdomadaires des ventes de l'Oricon.
En mars 2013, Suzuka Nakamoto, âgée de 15 ans, est diplômée de l'école secondaire et doit donc également être diplômée le 31 mars du groupe de Sakura Gakuin, dont elle est la 2e leader (groupe n'étant composé que de filles allant à l'école secondaire). Cependant, il est décidé par la direction de Babymetal que le trio ne se dissoudra pas, et qu'il continuera ses activités en tant que groupe indépendant de Sakura Gakuin. Le 18 mai, Babymetal annonce assister au Summer Sonic 2013, un festival de rock qui aura lieu à Tokyo et à Osaka les 10 et 11 août 2013. Ce sera la deuxième fois que le groupe chante en concert.
Le groupe publie son deuxième single major intitulé Megitsune le 19 juin 2013. Ce single est un autre succès au Japon et atteint la 7e place dans les classements hebdomadaires des ventes de l'Oricon. Il se vend à 21 999 exemplaires durant la première semaine.
En octobre 2013, Babymetal devient le plus jeune groupe à se produire au Festival Heavy Metal Music Festival, au Loud Park. Toujours en octobre, Babymetal sort son premier DVD / Blu-ray live. La version Blu-ray se hisse à la 7e place dans les classements hebdomadaires de l'Oricon Blu-ray charts. Le DVD comprend trois concerts différents. En décembre 2013, le groupe donne un concert à Singapour.

### Babymetalet concerts (2014)

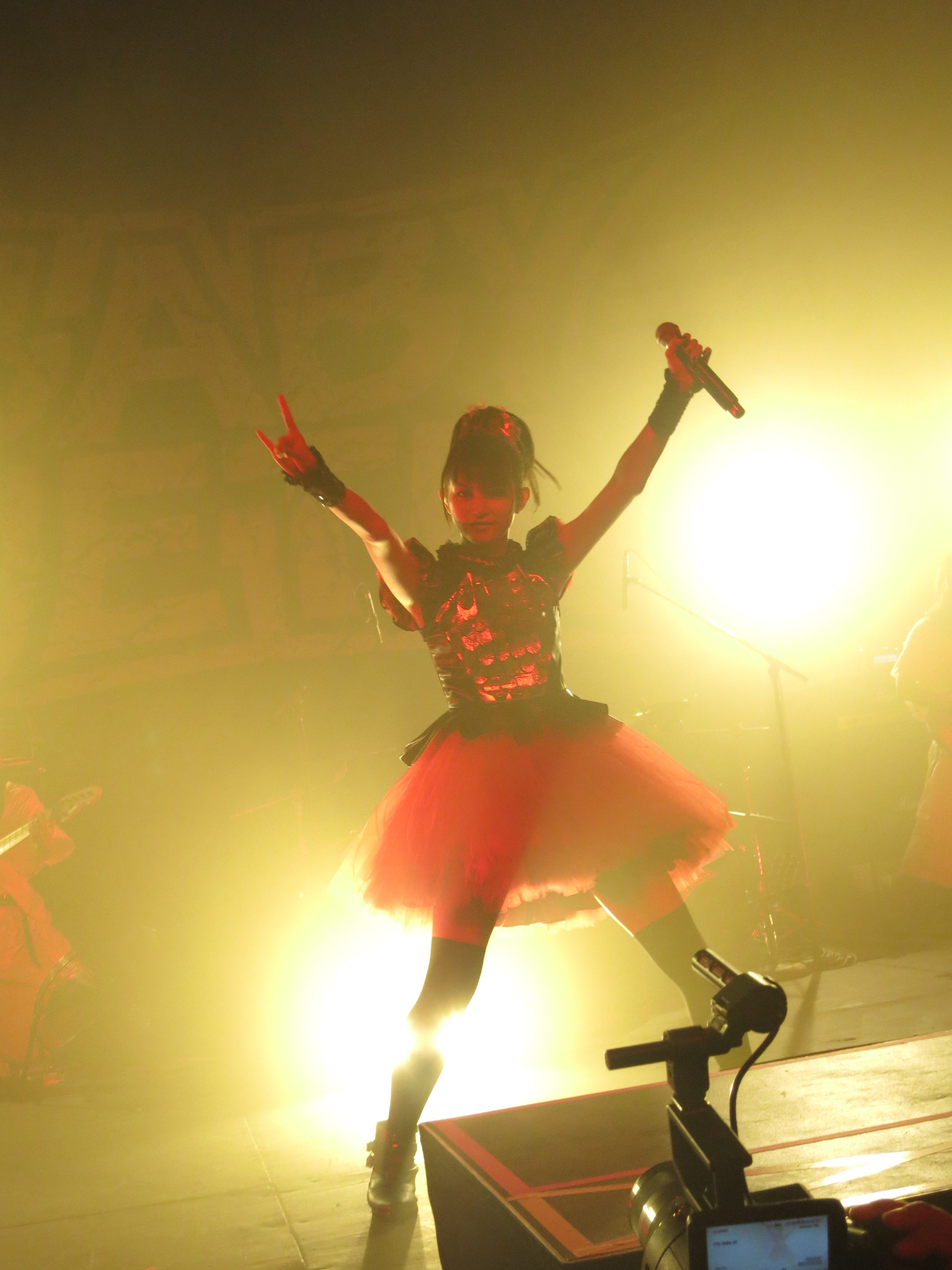
Babymetal au Fonda Theatre de Los Angeles, en Californie, en 2014.

À la fin décembre 2013, le groupe annonce la sortie de son tout premier album éponyme Babymetal, qui sort dans les bacs le 26 février 2014, et regroupe les singles indépendants et majors. Le 25 février 2014, le clip vidéo version live de la chanson Gimme Choko!!, extraite du premier album, est mis en ligne. Accompagnant la sortie de leur premier album, il est massivement partagé par les sites spécialisés et est visionné plus de trois millions de fois en l'espace de deux semaines sur YouTube, une première pour le groupe.
Le premier album du groupe est publié le jour suivant, le 26 février, au Japon, et est diffusé internationalement via les plates-formes de téléchargement. Il connaît un retentissement international et se classe 1er dans les charts dans la catégorie « Album rock/metal » d'iTunes au Japon, au Canada, au Royaume-Uni et aux États-Unis. Leur 1er album éponyme a atteint la première place au classement des albums de metal aux États-Unis, et la deuxième position en Grande-Bretagne et en Allemagne sur iTunes (J-Pop Idols). Au Japon, il atteint la 4e place du classement hebdomadaire des ventes de l'Oricon et s'y maintient pendant plusieurs semaines.
En mars, les membres deviennent les plus jeunes artistes à se produire au Nippon Budokan à Tokyo. Elles avaient un âge moyen de 14,6 ans. Au printemps, la vidéo live de leur chanson Gimme Choco!! devient un phénomène viral sur internet et obtient plus de cinq millions de vues sur YouTube en seulement deux mois. Pendant l’été 2014, le groupe assure les premières parties de la tournée ArtRave: The Artpop Ball de Lady Gaga à Phoenix, Las Vegas, Stateline, Salt Lake City et Denver. Le groupe se produit le 1er juillet à la Cigale, à Paris ; il s'agit de la première apparition du groupe en Europe. Les jeunes idoles participent ensuite au festival Sonisphere en Angleterre le 5 juillet 2014. De plus, le Babymetal World Tour 2014 est organisé de juillet à septembre 2014. Des concerts sont donnés en France, en Allemagne, au Royaume-Uni, aux États-Unis, au Canada et au Japon. Par ailleurs, en août, le groupe est à l'affiche du Heavy Montreal Festival au Canada en compagnie d'autres groupes de metal, comme Metallica, Iron Maiden, Slayer, etc. Toujours en août, il est annoncé que Babymetal sera de retour à New York (aux États-Unis) et à Londres (en Angleterre) en novembre 2014 pour donner de nouveaux concerts dans le cadre de sa tournée Babymetal Back in the USA / UK Live Tour 2014,. De plus, le concert Babymetal Live Legend 1999 and 1997 Apocalypse sort en DVD et Blu-ray le 29 octobre.

### Tournées mondiales (2015–2016)

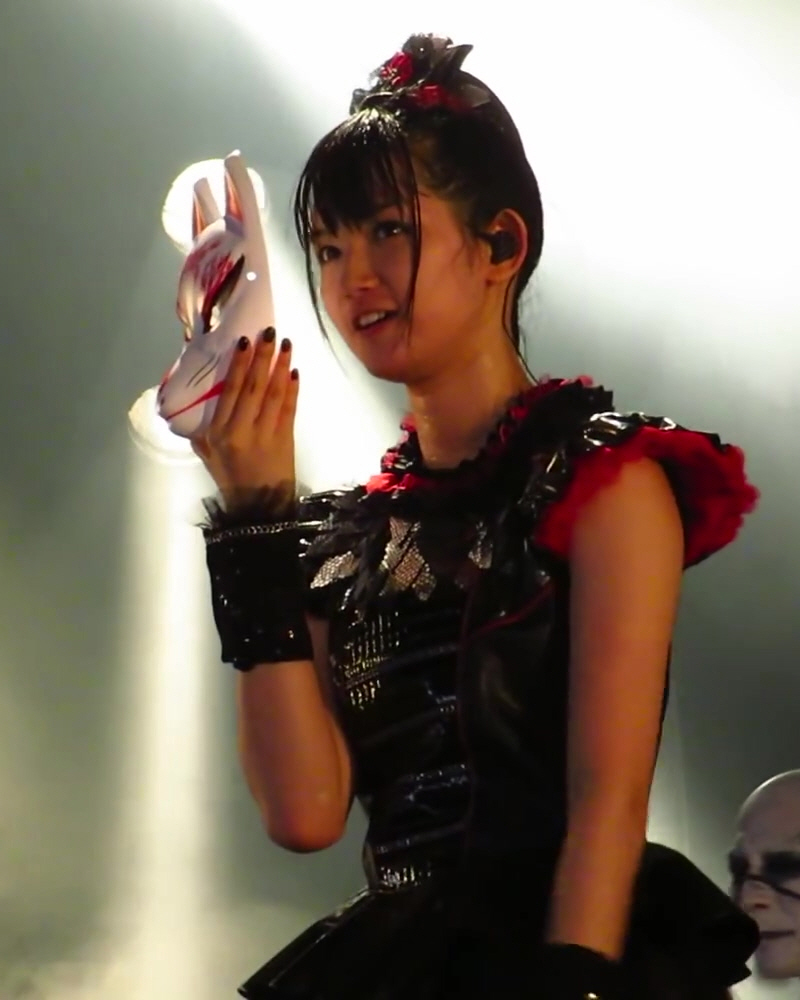
Babymetal au Fortarock en 2016.

L'année suivante, en 2015, Babymetal annonce participer au festival Rock on the Range en mai 2015 à Columbus, Ohio (États-Unis). Elles se produiront aux côtés de groupes tels que Judas Priest, Linkin Park, et Slipknot. Par ailleurs, comme Sakura Gakuin impose une règle sur le fait que les membres doivent quitter le groupe quand elles sont diplômées du collège, la règle s'applique cette fois-ci à Moa (la 4e leader de Sakura Gakuin) et Yui (sa vice-présidente), désormais toutes les deux âgées de 15 ans. Leur départ est annoncé en janvier ; elles seront diplômées de Sakura Gakuin après un concert qui se tiendra au NHK Hall le 29 mars 2015. Babymetal est désormais un groupe totalement indépendant de son groupe de départ.
Le Babymetal World Tour 2015 est organisé du 9 mai au 21 juin 2015. Des concerts sont prévus au Mexique, au Canada, aux États-Unis, en Allemagne, en Autriche et au Japon. Le groupe participe à quelques festivals de rock en Amérique du Nord et en Europe aux côtés de groupes célèbres tels que Muse, Metallica, Kiss, Incubus, Limp Bizkit, Judas Priest, Faith No More, etc. En juin 2015, elles remportent le Spirit of Independence Award lors de la cérémonie des Kerrang! Awards organisée par le magazine de musique britannique du même nom. Au cours du même mois, elles gagnent également le Breakthrough Award lors des Metal Hammer Golden Gods Awards. En août suivant, les membres du groupe deviennent les plus jeunes artistes à se produire sur la scène principale du Reading and Leeds Festivals. Les Babymetal organisent leur première tournée nationale en septembre 2015. En novembre 2015, elles remportent les trophées « découverte GQ de l'année » et « femme japonaise Vogue de l'année ».
Le groupe fait son retour avec son deuxième album Metal Resistance sorti le 1er avril 2016. Le CD inclut les chansons Karate et The One auparavant sorties en vidéo. La sortie de cet album est accompagnée d'une nouvelle tournée mondiale Babymetal World Tour 2016 qui débute à la SSE Arena Wembley en Angleterre le 2 avril. Le groupe donnera aussi des concerts aux États-Unis et en Europe (dont la Suisse, Autriche, Pays-Bas, Allemagne, France) jusqu'en juillet 2016. Les 19 et 20 septembre 2016, Babymetal donne deux concerts au Tokyo Dome réunissant plus de 110 000 personnes au cumul pour ces deux shows. Durant le mois de décembre, Babymetal assure la première partie des Red Hot Chili Peppers lors de leur tournée en Grande-Bretagne.

### Première partie de groupes renommés, tournées etMetal Galaxy(2017-2019)
Annoncé fin 2016, Babymetal prend part à la tournée mondiale de Metallica en assurant la première partie de leur concert en Corée du Sud le 11 janvier 2017, puis les Guns n' Roses pour leur tournée dans toute l'Asie durant la fin du mois de janvier. Très satisfaits de l'apport de Babymetal durant leur tournée en Grande-Bretagne, les Red Hot Chili Peppers annoncent que les trois filles feront la première partie de leurs shows lors de leur tournée aux États-Unis durant le mois d'avril.
Le 5 janvier 2018, Fujioka « Ko-Gami » Mikio, guitariste du groupe pendant plusieurs années, meurt des suites de blessures dues à une chute.
Le 19 octobre, le groupe annonce sur son site internet le départ définitif de YuiMetal du groupe, pour des raisons de santé, après que celle-ci a été absente du groupe pendant plusieurs mois. Simultanément, le groupe sort un nouveau morceau, ainsi qu'un clip, nommé Starlight en honneur à Mikio.
Le 29 juin 2019, le groupe annonce son troisième album, nommé Metal Galaxy, pour le 11 octobre 2019. Il dévoile par la même occasion des dates de tournée européenne, démarrant le 3 février 2020 à Stockholm pour s'achever le 1er mars de la même année à Moscou. À la suite de la publication de l'album, Babymetal devient le premier groupe asiatique à se classer en première place des charts dans la catégorie rock selon le magazine Billboard.
À partir de juin 2019, l'idol et ancienne membre du groupe Morning Musume, Riho Sayashi, apparait sur scène à côté de MoaMetal et SuMetal comme danseuse. Celle-ci est aussi présente sur le clip du nouveau single PA PA YA, en featuring avec le chanteur thaïlandais F.HERO (th). Le groupe annonce cependant que Riho fait partie des trois personnes, surnommées les Avengers, allant compléter le trio pour une durée indéterminée, les deux autres étant Momoko Okazaki et Kano Fujihara (respectivement membres du groupe Sakura Gakuin de 2015 à 2018 et depuis 2015). Si habituellement les trois Avengers n’apparaissent sur scène que par intermittence, lors des deux concerts Legend: Metal Galaxy, les trois Avengers apparaissent sur scène en même temps aux côtés de Sumetal et Moametal, le premier jour sur Road of Resistance et le second sur In The Name Of et Ijime, Dame, Zettai. C’est aussi durant ces concerts que les deux kami bands (de l’est et de l’ouest) jouent simultanément sur scène les morceaux Road of Resistance et Ijime, Dame, Zettai.

### The Other One(2021-2024)
Le 1er avril 2022, après avoir célébré ses 10 ans d'existence durant l'année 2021, le groupe publie une vidéo dans laquelle il dévoile qu'un "nouveau chapitre" devrait proposer une nouvelle facette "encore inédite", mais sans toutefois donner plus de précisions.
Plus de détails sont annoncés le 11 octobre 2022, date à laquelle ils annoncent la sortie de leur quatrième album The Other One pour le 24 mars 2023. Il est décrit comme un album concept contenant dix chansons. Un premier single "Divine Attack – Shingeki" est dévoilé le 21 octobre 2022, suivi par "Monochrome" le 18 novembre 2022.
Les 28 et 29 janvier 2023, Babymetal réalise deux concerts au Makuhari Messe International Exhibition Hall de Tokyo. À la suite de cela, le groupe partira en tournée européenne avec Sabaton (annonce comme tête d'affiche) et Lordi à partir du 14 avril, et ce jusqu'au 20 mai 2023. Momoko Okazaki rejoint le groupe officiellement en devenant la troisième chanteuse le 1er avril 2023. 

### Metal Forth(depuis 2025)
Le 4 janvier 2025, le groupe créé un programme de radio régulier sur Tokyo FM, centré sur le groupe, intitulé Babymetal's Metal Radio ! (Babymetalのメタラジ！, Bebīmetaru no metaraji !).
Le 1er avril, le groupe annonce la sortie de leur cinquième album qui se nommera Metal Forth et d'avoir signé chez Capitol Records,. La sortie de l'album a été annoncé pour le 13 juin 2025 puis est reporté pour le 27 juin puis pour le 8 août,. 
Le 30 mai, Babymetal devient le premier groupe japonais à être en tête d'affiche et à afficher complet au O2 Arena de Londres.

## Concept
Le concept du groupe est un mélange de musique pop et de heavy metal et de ses sous-genres (qui inspire justement le nom du groupe) 
que le groupe baptise Kawaii Metal. Il a très souvent pour symbole le renard : des représentations de l'animal sont parfois montrées sur les couvertures des singles (comme Babymetal × Kiba of Akiba et Megitsune) ou sur des photos avec le groupe, et les membres du groupe font beaucoup de signes avec les mains représentant la tête de l'animal.
Par ailleurs, les trois membres sont considérées comme de « sombres héroïnes qui règnent sur le monde des idoles ».
Sur scène, les membres sont souvent accompagnés par trois groupes de musiciens différents : les Babybone (ベビーボーン), (hommes déguisés en squelettes), les Kitsune Gakudan (キツネ楽団) ou encore les Full Metal Band (connus aussi sous le nom de Gods of Metal ou Kami Band (神バンド),. Toutefois, le groupe est produit par une équipe de musiciens affiliés avec les noms Narametal, Nakametal, Narasaki, Tsubometal et TAKEMETAL. Certains d'entre eux sont paroliers ou compositeurs et arrangeurs des chansons du groupe. Babymetal effectue ses toutes premières performances avec ces groupes en mai 2013,.
Babymetal a notamment un groupe de danseurs en arrière-plan nommés Sisterbone qui a accompagné le groupe pendant certains concerts. Depuis 2019 les trois membres des Avengers remplacent Yui sur scène par intermittence.

## Soutien à Metallica
En novembre 2013, le groupe publie un message vidéo sur YouTube pour la promotion du film Metallica Through the Never (メタリカ・スルー・ザ・ネヴァー) mettant en vedette le groupe américain de thrash metal Metallica. Les membres de Babymetal et de Metallica se sont rencontrés en août 2013 lors de l’évènement Summer Sonic 2013 à Tokyo. Ils ont participé au live avec de nombreux autres groupes de rock. Metallica Through the Never sort au cinéma le 22 novembre au Japon.

## Membres

### Membres actuels
- Suzuka « Su-metal » Nakamoto (中元すず香?) - chant, danse (depuis 2010 ; ex-membre de Karen Girl's et Sakura Gakuin)
- Moa « Moametal » Kikuchi (菊地最愛?)  - danse, scream (depuis 2010 ; ex-membre de Sakura Gakuin)
- Momoko « Momometal » Okazaki (岡崎百々子?) - danse, scream (depuis 2023 ; ex-membre de Sakura Gakuin et ex-participante de Girls Planet 999)

### Anciens membres
- Yui « Yuimetal » Mizuno (水野由結?) - chant, danse, screaming (2010 - 2018 ; ex-membre de Sakura Gakuin)

## Discographie

### Albumslive
- 2017 : Live at Tokyo Dome (Blu-ray + CD)
- 2021 : 10 BABYMETAL BUDOKAN (Concert au Nippon Budokan à Tokyo)

### Compilation
- 2020 : 10 BABYMETAL YEARS

### Singles
- 2 novembre 2011 - Do・Ki・Do・Ki☆MORNING (ド・キ・ド・キ☆モーニング?) (single numérique indépendant)

- 23 mai 2024 - RATATATA (single réalisé en partenariat avec le groupe de metalcore allemand Electric Callboy)
- 6 décembre 2024 : Bekhauf (en duo avec le groupe de nu metal indien Bloodywood)

### Collaborations
- 2020 : Kingslayer - Bring Me The Horizon feat. BABYMETAL (Sony Music Entertainment UK Limited)
- 2023 : METALI!!! - Tom Morello feat. BABYMETAL (BABYMETAL RECORDS / Amuse Inc., Cooking Vinyl America Inc., 5B Records)
- 2024 : RATATA - Electric Callboy feat. BABYMETAL (Century Media Records Ltd.)
- 2024 : Bekhauf - Bloodywood feat. BABYMETAL (Bloodywood Media Private Limited, Fearless Records, Concord)
- 2025 : from me to u - Poppy feat. BABYMETAL (UMG Recordings)
- 2025 : Song 3 - Slaughter to Prevail feat. BABYMETAL (UMG Recordings)
- 2025 : Kon! Kon! - Bloodywood feat. BABYMETAL (UMG Recordings)

## Vidéographie
| no Single         | Titre                       |
| ----------------- | --------------------------- |
| 1er single en DVD | Do•Ki•Do•Ki☆MORNING         |
| 1                 | Ii ne!                      |
| 1                 | Ii ne! (Live in Tokyo 2012) |
| 2                 | Headbanger!!                |
| 3                 | Ijime, Dame, Zettai         |
| 4                 | Megitsune                   |
| -                 | Gimme Choco!! (Live ver.)   |
| -                 | KARATE                      |
| -                 | The One                     |
|                   | Distortion                  |
|                   | Starlight                   |
|                   | PA PA YA!! (feat. F.HERO)   |